# 横浜翠陵中学校・高等学校
横浜翠陵中学校・高等学校（よこはますいりょうちゅうがっこう・こうとうがっこう）は、神奈川県横浜市緑区三保町にある私立中学校・高等学校。

## 沿革
- 1940年4月 - 財団法人堀井学園創設。
- 1951年2月 - 組織変更により学校法人堀井学園となる。
- 1985年11月 - 横浜国際女学院翠陵高等学校設置認可。
- 1986年4月 - 横浜国際女学院翠陵高等学校開校。
- 1995年10月 - 開校10周年記念式典。
- 1999年4月 - 横浜国際女学院翠陵中学校開校。
- 2005年4月 - 文部科学省よりSELHiに指定。
- 2011年4月 - 横浜翠陵中学校・高等学校に校名変更および男女共学化。

## 部活動
運動部
- 硬式野球部
- サッカー部
- バスケットボール部
- バドミントン部
- 硬式テニス部
- バレーボール部
- 新体操部(女子のみ)
- 陸上競技部
- ダンス部
- ゴルフ部
- 卓球部

文化部
- 吹奏楽部
- 軽音楽部
- サイエンス部
- パソコン部
- 演劇部
- 英語部
- 茶道部
- 家庭部
- 美術部
- 書道部
- 囲碁将棋部
- 鉄道研究部

## 交通
出典 : 
| 乗車駅                 | のりば | 系統        | 下車停留所             | 運行事業者          |
| ---------------------- | ------ | ----------- | ---------------------- | ------------------- |
| 東急田園都市線青葉台駅 | 8      | - 23 - 青23 | 「郵便局前」、徒歩3分  | - ■横浜市営 - ■東急 |
| 相鉄線 三ツ境駅        | 1      | 116         | 霧が丘高校前、徒歩12分 | - ■相鉄 - ■神奈中   |

徒歩
- 横浜線（JR東日本）十日市場駅より徒歩20分

## 著名な出身者
- 齊藤未月（サッカー選手）　※第一学院高等学校に転出
- Saku（シンガーソングライター）
- 高木佑真（女子競輪選手）
- 仁禮彩香（実業家）